# Igor Semjonowitsch Panassjuk
Igor Semjonowitsch Panassjuk, russisch Игорь Семёнович Панасю́к, englische Transkription Panasyuk, (* 14. Juni 1917 in Kowrow; † 5. Dezember 1972) war ein sowjetischer Kernphysiker und Kerntechnik-Ingenieur. 
Panassjuk war der Sohn eines Lehrers und wuchs in Rostow am Don auf. Nachdem er drei Jahre ab 1931 noch als Schüler in einem Lokomotivdepot gearbeitet hatte, studierte er ab 1934 am Institut für Eisenbahningenieure in Rostow und ab 1937 am Polytechnischen Institut in Leningrad. 
Ab 1938 hörte er auch Vorlesungen am Leningrader Institut für Physik und Technologie, wobei er sich vor allem mit Kernphysik befasste und auch Zeuge der Entdeckung der spontanen Uranspaltung am Institut durch Georgi Nikolajewitsch Fljorow (Flerow) und Konstantin Petrschak war, später von ihm in seiner Abschlussarbeit weiter untersucht. Mit Fljorow, der ebenfalls Schüler von Igor Kurtschatow war, war er anschließend befreundet. Er studierte dort 1941 bis 1946. In der Zeit von 1939 (finnisch-sowjetischer Krieg) bis 1943 war er außerdem im Militärdienst als Röntgentechniker in Feldlazaretten. 1940/41 arbeitete er unter Kurtschatow an Urananreicherung (Isotopentrennung) bis zum Ausbruch des Deutsch-Sowjetischen Kriegs. 
Ab 1943 arbeitete er im Labor 2 (dem heutigen Kurtschatow-Institut) als stellvertretender Leiter direkt unter Igor Kurtschatow, bei dem er 1947 promoviert wurde (Kandidatentitel, ohne Dissertation). Dort war er auch wesentlich am ersten sowjetischen Kernreaktor beteiligt (F-1), einem wassergekühlten Graphitreaktor, der am 25. Dezember 1946 in Betrieb ging. Graphit als Moderator war schon 1943 durch Kurtschatow festgelegt worden, im Gegensatz zu den Physikern im deutschen Uranprojekt erkannte man aber gleich 1943 die Gefahr der Verunreinigungen im industriell zur Verfügung stehenden Graphit. Panassjuk führte viele der Messungen zur Optimierung der Uran-Graphit-Anordnung im Reaktor aus. Am Ende mussten auch Verunreinigungen des Urans durch seltene Erden beseitigt werden, um den Versuchsreaktor in Betrieb zu nehmen. 1947 erhielt Panassjuk einen Preis von 100.000 Rubel für seine Arbeit am ersten sowjetischen und ersten europäischen Kernreaktor. Er war auch wissenschaftlicher Leiter beim Bau des ersten industriellen Reaktors (Reaktor A, Annuschka, 1948, ebenfalls mit Graphit als Moderator) in der Kerntechnischen Anlage Majak bei Tscheljabinsk. Mit dem in diesem Reaktor gewonnenen Plutonium wurde die erste, 1949 gezündete Atombombe der Sowjetunion hergestellt. 1954 endete seine Karriere als Wissenschaftler unter Kurtschatow, entweder aus gesundheitlichen Gründen oder wegen interner Streitigkeiten. So gab es Vorwürfe, er habe auch die Forschungen anderer in seiner Doktorarbeit für seine ausgegeben, nach anderen Angaben intrigierte er gegen Kurtschatow. Er blieb aber leitender Wissenschaftler am Labor 2 der Akademie der Wissenschaften bzw. dessen Nachfolgeinstitution.
Panassjuk war mit der Kernchemikerin Anna Fedorowna Kusina verheiratet, mit der er einen Sohn Michail (1945–2020) hatte, der ebenfalls Physiker und Hochschullehrer wurde.
Er erhielt 1949 den Orden des Roten Banners der Arbeit und 1953 den Stalinpreis. Panassjuk wurde auf dem Moskauer Nowodewitschi-Friedhof begraben.

## Schriften
- Der erste sowjetische Kernreaktor. Sowjetische Atomwissenschaft und -technologie, Moskau, Atomisdat 1967, S. 19–44 (Russisch)

## Weblink
- Russische Biographie, biblioatom